# Karl von Bellino

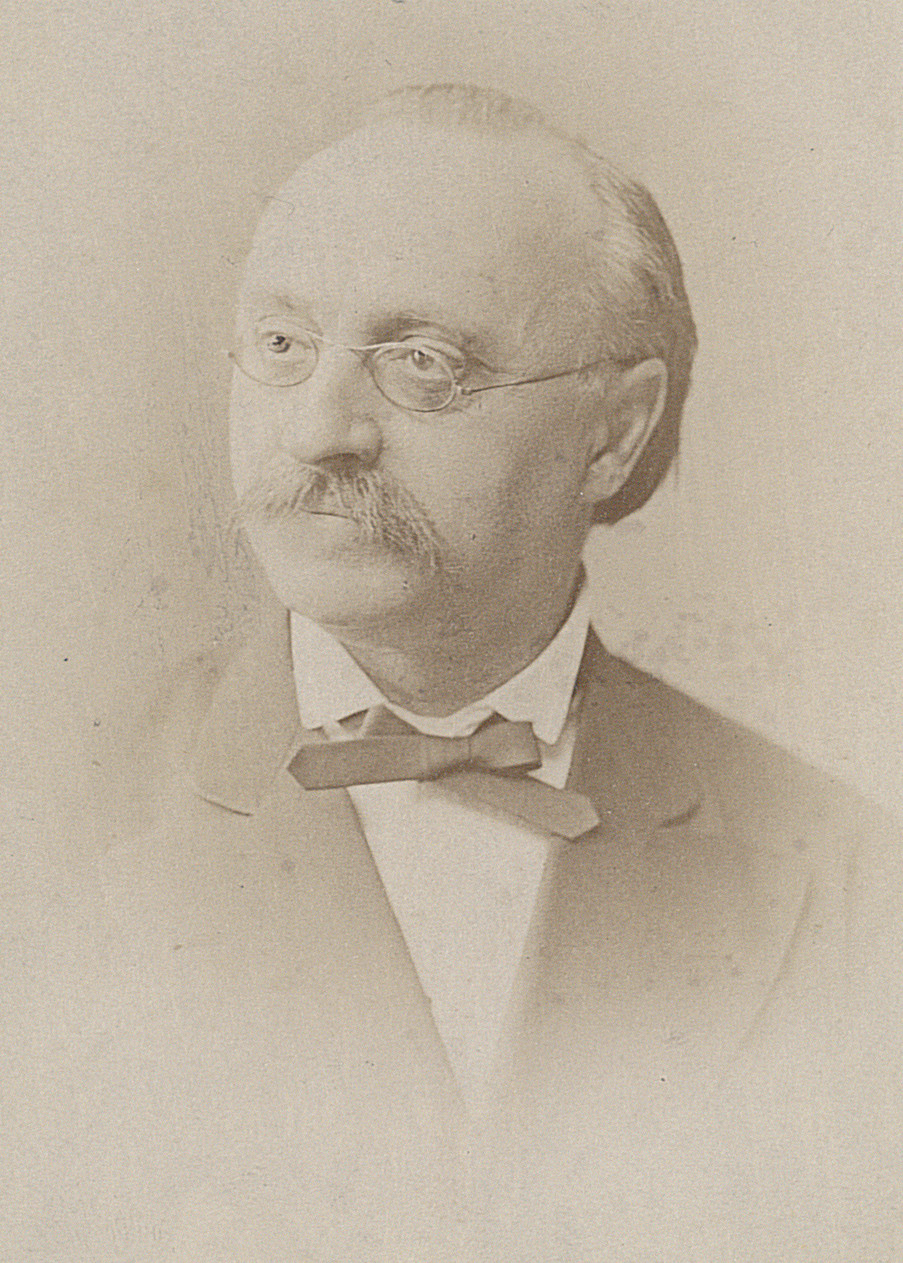
Karl von Bellino

Karl Bellino, ab 1891 von Bellino, (* 4. November 1827 in Rottenburg am Neckar; † 7. Juli 1919 in Reutlingen) war ein württembergischer Oberamtmann und Regierungspräsident. 

## Leben und Beruf
Karl Bellino besuchte philologische Lehranstalten. Von 1843 bis 1848 absolvierte er eine Ausbildung in verschiedenen Kanzleien des Gerichtsnotariats und des Oberamts Herrenberg. 1848 legte er die niedere Dienstprüfung ab, danach studierte er von 1850 bis 1853 in Tübingen, 1853 legte er die zweite höhere Dienstprüfung ab. Seine berufliche Laufbahn begann Bellino von 1848 bis 1850 als Kanzleirevisionsgehilfe beim Oberamt Rottenburg. Von 1853 bis 1854 war er Aktuariatsverweser bei den Oberämtern Waiblingen und Gerabronn, von 1854 bis 1866 dann Aktuar beim Oberamt Gerabronn. 1866 wurde er Regierungsassessor bei der Regierung des Schwarzwaldkreises in Reutlingen. Von 1870 bis 1873 war er Oberamtmann beim Oberamt Horb und von 1873 bis 1877 beim Oberamt Gerabronn.
Bei der Regierung des Schwarzwaldkreises in Reutlingen wurde er 1877 Regierungsrat, 1888 Oberregierungsrat und von 1896 bis 1904 war er schließlich Präsident der Regierung des Schwarzwaldkreises. 1888 wurde er außerdem Vorsitzender des Genossenschaftsvorstandes der Landwirtschaftlichen Berufsgenossenschaft für den Schwarzwaldkreis, 1897 übernahm er auch den Vorsitz des Schiedsgerichts dieser Einrichtung. 1896 wurde im auch noch der Vorsitz des Schiedsgerichts für Invaliditäts- und Altersversicherung in Reutlingen übertragen. 1904 trat er in den Ruhestand.

## Ehrungen, Nobilitierung
- 1876 Ritterkreuz 1. Klasse des Friedrichsordens
- 1883 Ritterkreuz 2. Klasse des Ordens der Württembergischen Krone
- 1889 Regierungsjubiläumsmedaille, silber
- 1891 Ehrenritterkreuz des Ordens der württembergischen Krone, welches mit dem persönlichen Adelstitel (Nobilitierung) verbunden war
- 1899 Kommenturkreuz 2. Klasse des Friedrichsordens
- 1903 Kommenturkreuz des Ordens der württembergischen Krone[1]
- 1903 Ehrenbürger der Stadt Reutlingen
- 1916 Wilhelmskreuz